# Coupe des clubs champions européens de handball 1980-1981
Navigation
Coupe des clubs champions 1979-1980 Coupe des clubs champions 1981-1982
La saison 1980-1981 de la Coupe des clubs champions européens de handball met aux prises 30 équipes européennes. Il s'agit de la 21e édition de la compétition organisée par l'IHF.  Cette édition est également marquée par l'intégration d'un club turc, comme en Coupe des coupes.
Le vainqueur est le club est-allemand du SC Magdebourg qui remporte le sacre européen pour la deuxième fois.

## Participants
| Deuxième tour préliminaire (nations demi-finalistes en 1980) | Deuxième tour préliminaire (nations demi-finalistes en 1980) | Deuxième tour préliminaire (nations demi-finalistes en 1980) | Deuxième tour préliminaire (nations demi-finalistes en 1980) | Deuxième tour préliminaire (nations demi-finalistes en 1980) | Deuxième tour préliminaire (nations demi-finalistes en 1980) | Deuxième tour préliminaire (nations demi-finalistes en 1980) | Deuxième tour préliminaire (nations demi-finalistes en 1980) | Deuxième tour préliminaire (nations demi-finalistes en 1980) | Deuxième tour préliminaire (nations demi-finalistes en 1980) | Deuxième tour préliminaire (nations demi-finalistes en 1980) | Deuxième tour préliminaire (nations demi-finalistes en 1980) | Deuxième tour préliminaire (nations demi-finalistes en 1980) | Deuxième tour préliminaire (nations demi-finalistes en 1980) | Deuxième tour préliminaire (nations demi-finalistes en 1980) | Deuxième tour préliminaire (nations demi-finalistes en 1980) | Deuxième tour préliminaire (nations demi-finalistes en 1980) | Deuxième tour préliminaire (nations demi-finalistes en 1980) | Deuxième tour préliminaire (nations demi-finalistes en 1980) | Deuxième tour préliminaire (nations demi-finalistes en 1980) | Deuxième tour préliminaire (nations demi-finalistes en 1980) | Deuxième tour préliminaire (nations demi-finalistes en 1980) | Deuxième tour préliminaire (nations demi-finalistes en 1980) | Deuxième tour préliminaire (nations demi-finalistes en 1980) | Deuxième tour préliminaire (nations demi-finalistes en 1980) | Deuxième tour préliminaire (nations demi-finalistes en 1980) | Deuxième tour préliminaire (nations demi-finalistes en 1980) | Deuxième tour préliminaire (nations demi-finalistes en 1980) | Deuxième tour préliminaire (nations demi-finalistes en 1980) | Deuxième tour préliminaire (nations demi-finalistes en 1980) |
| --- | --- | --- | --- | --- | --- | --- | --- | --- | --- | --- | --- | --- | --- | --- | --- | --- | --- | --- | --- | --- | --- | --- | --- | --- | --- | --- | --- | --- | --- |
| - TV Großwallstadt : tenant du titre - FC Barcelone : Champion d'Espagne | - TV Großwallstadt : tenant du titre - FC Barcelone : Champion d'Espagne | - TV Großwallstadt : tenant du titre - FC Barcelone : Champion d'Espagne | - TV Großwallstadt : tenant du titre - FC Barcelone : Champion d'Espagne | - TV Großwallstadt : tenant du titre - FC Barcelone : Champion d'Espagne | - TV Großwallstadt : tenant du titre - FC Barcelone : Champion d'Espagne | - TV Großwallstadt : tenant du titre - FC Barcelone : Champion d'Espagne | - TV Großwallstadt : tenant du titre - FC Barcelone : Champion d'Espagne | - TV Großwallstadt : tenant du titre - FC Barcelone : Champion d'Espagne | - TV Großwallstadt : tenant du titre - FC Barcelone : Champion d'Espagne | - TV Großwallstadt : tenant du titre - FC Barcelone : Champion d'Espagne | - TV Großwallstadt : tenant du titre - FC Barcelone : Champion d'Espagne | - TV Großwallstadt : tenant du titre - FC Barcelone : Champion d'Espagne | - TV Großwallstadt : tenant du titre - FC Barcelone : Champion d'Espagne | - TV Großwallstadt : tenant du titre - FC Barcelone : Champion d'Espagne | - Vikingur Reykjavik : Champion d'Islande - HC Dukla Prague : Champion de Tchécoslovaquie | - Vikingur Reykjavik : Champion d'Islande - HC Dukla Prague : Champion de Tchécoslovaquie | - Vikingur Reykjavik : Champion d'Islande - HC Dukla Prague : Champion de Tchécoslovaquie | - Vikingur Reykjavik : Champion d'Islande - HC Dukla Prague : Champion de Tchécoslovaquie | - Vikingur Reykjavik : Champion d'Islande - HC Dukla Prague : Champion de Tchécoslovaquie | - Vikingur Reykjavik : Champion d'Islande - HC Dukla Prague : Champion de Tchécoslovaquie | - Vikingur Reykjavik : Champion d'Islande - HC Dukla Prague : Champion de Tchécoslovaquie | - Vikingur Reykjavik : Champion d'Islande - HC Dukla Prague : Champion de Tchécoslovaquie | - Vikingur Reykjavik : Champion d'Islande - HC Dukla Prague : Champion de Tchécoslovaquie | - Vikingur Reykjavik : Champion d'Islande - HC Dukla Prague : Champion de Tchécoslovaquie | - Vikingur Reykjavik : Champion d'Islande - HC Dukla Prague : Champion de Tchécoslovaquie | - Vikingur Reykjavik : Champion d'Islande - HC Dukla Prague : Champion de Tchécoslovaquie | - Vikingur Reykjavik : Champion d'Islande - HC Dukla Prague : Champion de Tchécoslovaquie | - Vikingur Reykjavik : Champion d'Islande - HC Dukla Prague : Champion de Tchécoslovaquie | - Vikingur Reykjavik : Champion d'Islande - HC Dukla Prague : Champion de Tchécoslovaquie |
| Premier tour préliminaire | | | | | | | | | | | | | | | | | | | | | | | | | | | | | |
| - SC Magdebourg : Champion d'Allemagne de l'Est - VfL Gummersbach : 2e du Championnat d'All. de l'Ouest - ASKO Linz : Champion d'Autriche - Sporting Neerpelt : Champion de Belgique 1980 - VIF Dimitrov Sofia : Champion de Bulgarie - Aarhus KFUM : Champion du Danemark - BK-46 Karis : Champion de Finlande - Stella Sports Saint-Maur : Champion de France 1980 - Brentwood HC : Champion de Grande-Bretagne - Ionikós de Néa Filadélfia : Champion de Grèce - Banyasz Tatabánya : Champion de Hongrie - Vestmanna IF : Champion des Îles Féroé - Maccabi Petah-Tikva : Champion d'Israël | - SC Magdebourg : Champion d'Allemagne de l'Est - VfL Gummersbach : 2e du Championnat d'All. de l'Ouest - ASKO Linz : Champion d'Autriche - Sporting Neerpelt : Champion de Belgique 1980 - VIF Dimitrov Sofia : Champion de Bulgarie - Aarhus KFUM : Champion du Danemark - BK-46 Karis : Champion de Finlande - Stella Sports Saint-Maur : Champion de France 1980 - Brentwood HC : Champion de Grande-Bretagne - Ionikós de Néa Filadélfia : Champion de Grèce - Banyasz Tatabánya : Champion de Hongrie - Vestmanna IF : Champion des Îles Féroé - Maccabi Petah-Tikva : Champion d'Israël | - SC Magdebourg : Champion d'Allemagne de l'Est - VfL Gummersbach : 2e du Championnat d'All. de l'Ouest - ASKO Linz : Champion d'Autriche - Sporting Neerpelt : Champion de Belgique 1980 - VIF Dimitrov Sofia : Champion de Bulgarie - Aarhus KFUM : Champion du Danemark - BK-46 Karis : Champion de Finlande - Stella Sports Saint-Maur : Champion de France 1980 - Brentwood HC : Champion de Grande-Bretagne - Ionikós de Néa Filadélfia : Champion de Grèce - Banyasz Tatabánya : Champion de Hongrie - Vestmanna IF : Champion des Îles Féroé - Maccabi Petah-Tikva : Champion d'Israël | - SC Magdebourg : Champion d'Allemagne de l'Est - VfL Gummersbach : 2e du Championnat d'All. de l'Ouest - ASKO Linz : Champion d'Autriche - Sporting Neerpelt : Champion de Belgique 1980 - VIF Dimitrov Sofia : Champion de Bulgarie - Aarhus KFUM : Champion du Danemark - BK-46 Karis : Champion de Finlande - Stella Sports Saint-Maur : Champion de France 1980 - Brentwood HC : Champion de Grande-Bretagne - Ionikós de Néa Filadélfia : Champion de Grèce - Banyasz Tatabánya : Champion de Hongrie - Vestmanna IF : Champion des Îles Féroé - Maccabi Petah-Tikva : Champion d'Israël | - SC Magdebourg : Champion d'Allemagne de l'Est - VfL Gummersbach : 2e du Championnat d'All. de l'Ouest - ASKO Linz : Champion d'Autriche - Sporting Neerpelt : Champion de Belgique 1980 - VIF Dimitrov Sofia : Champion de Bulgarie - Aarhus KFUM : Champion du Danemark - BK-46 Karis : Champion de Finlande - Stella Sports Saint-Maur : Champion de France 1980 - Brentwood HC : Champion de Grande-Bretagne - Ionikós de Néa Filadélfia : Champion de Grèce - Banyasz Tatabánya : Champion de Hongrie - Vestmanna IF : Champion des Îles Féroé - Maccabi Petah-Tikva : Champion d'Israël | - SC Magdebourg : Champion d'Allemagne de l'Est - VfL Gummersbach : 2e du Championnat d'All. de l'Ouest - ASKO Linz : Champion d'Autriche - Sporting Neerpelt : Champion de Belgique 1980 - VIF Dimitrov Sofia : Champion de Bulgarie - Aarhus KFUM : Champion du Danemark - BK-46 Karis : Champion de Finlande - Stella Sports Saint-Maur : Champion de France 1980 - Brentwood HC : Champion de Grande-Bretagne - Ionikós de Néa Filadélfia : Champion de Grèce - Banyasz Tatabánya : Champion de Hongrie - Vestmanna IF : Champion des Îles Féroé - Maccabi Petah-Tikva : Champion d'Israël | - SC Magdebourg : Champion d'Allemagne de l'Est - VfL Gummersbach : 2e du Championnat d'All. de l'Ouest - ASKO Linz : Champion d'Autriche - Sporting Neerpelt : Champion de Belgique 1980 - VIF Dimitrov Sofia : Champion de Bulgarie - Aarhus KFUM : Champion du Danemark - BK-46 Karis : Champion de Finlande - Stella Sports Saint-Maur : Champion de France 1980 - Brentwood HC : Champion de Grande-Bretagne - Ionikós de Néa Filadélfia : Champion de Grèce - Banyasz Tatabánya : Champion de Hongrie - Vestmanna IF : Champion des Îles Féroé - Maccabi Petah-Tikva : Champion d'Israël | - SC Magdebourg : Champion d'Allemagne de l'Est - VfL Gummersbach : 2e du Championnat d'All. de l'Ouest - ASKO Linz : Champion d'Autriche - Sporting Neerpelt : Champion de Belgique 1980 - VIF Dimitrov Sofia : Champion de Bulgarie - Aarhus KFUM : Champion du Danemark - BK-46 Karis : Champion de Finlande - Stella Sports Saint-Maur : Champion de France 1980 - Brentwood HC : Champion de Grande-Bretagne - Ionikós de Néa Filadélfia : Champion de Grèce - Banyasz Tatabánya : Champion de Hongrie - Vestmanna IF : Champion des Îles Féroé - Maccabi Petah-Tikva : Champion d'Israël | - SC Magdebourg : Champion d'Allemagne de l'Est - VfL Gummersbach : 2e du Championnat d'All. de l'Ouest - ASKO Linz : Champion d'Autriche - Sporting Neerpelt : Champion de Belgique 1980 - VIF Dimitrov Sofia : Champion de Bulgarie - Aarhus KFUM : Champion du Danemark - BK-46 Karis : Champion de Finlande - Stella Sports Saint-Maur : Champion de France 1980 - Brentwood HC : Champion de Grande-Bretagne - Ionikós de Néa Filadélfia : Champion de Grèce - Banyasz Tatabánya : Champion de Hongrie - Vestmanna IF : Champion des Îles Féroé - Maccabi Petah-Tikva : Champion d'Israël | - SC Magdebourg : Champion d'Allemagne de l'Est - VfL Gummersbach : 2e du Championnat d'All. de l'Ouest - ASKO Linz : Champion d'Autriche - Sporting Neerpelt : Champion de Belgique 1980 - VIF Dimitrov Sofia : Champion de Bulgarie - Aarhus KFUM : Champion du Danemark - BK-46 Karis : Champion de Finlande - Stella Sports Saint-Maur : Champion de France 1980 - Brentwood HC : Champion de Grande-Bretagne - Ionikós de Néa Filadélfia : Champion de Grèce - Banyasz Tatabánya : Champion de Hongrie - Vestmanna IF : Champion des Îles Féroé - Maccabi Petah-Tikva : Champion d'Israël | - SC Magdebourg : Champion d'Allemagne de l'Est - VfL Gummersbach : 2e du Championnat d'All. de l'Ouest - ASKO Linz : Champion d'Autriche - Sporting Neerpelt : Champion de Belgique 1980 - VIF Dimitrov Sofia : Champion de Bulgarie - Aarhus KFUM : Champion du Danemark - BK-46 Karis : Champion de Finlande - Stella Sports Saint-Maur : Champion de France 1980 - Brentwood HC : Champion de Grande-Bretagne - Ionikós de Néa Filadélfia : Champion de Grèce - Banyasz Tatabánya : Champion de Hongrie - Vestmanna IF : Champion des Îles Féroé - Maccabi Petah-Tikva : Champion d'Israël | - SC Magdebourg : Champion d'Allemagne de l'Est - VfL Gummersbach : 2e du Championnat d'All. de l'Ouest - ASKO Linz : Champion d'Autriche - Sporting Neerpelt : Champion de Belgique 1980 - VIF Dimitrov Sofia : Champion de Bulgarie - Aarhus KFUM : Champion du Danemark - BK-46 Karis : Champion de Finlande - Stella Sports Saint-Maur : Champion de France 1980 - Brentwood HC : Champion de Grande-Bretagne - Ionikós de Néa Filadélfia : Champion de Grèce - Banyasz Tatabánya : Champion de Hongrie - Vestmanna IF : Champion des Îles Féroé - Maccabi Petah-Tikva : Champion d'Israël | - SC Magdebourg : Champion d'Allemagne de l'Est - VfL Gummersbach : 2e du Championnat d'All. de l'Ouest - ASKO Linz : Champion d'Autriche - Sporting Neerpelt : Champion de Belgique 1980 - VIF Dimitrov Sofia : Champion de Bulgarie - Aarhus KFUM : Champion du Danemark - BK-46 Karis : Champion de Finlande - Stella Sports Saint-Maur : Champion de France 1980 - Brentwood HC : Champion de Grande-Bretagne - Ionikós de Néa Filadélfia : Champion de Grèce - Banyasz Tatabánya : Champion de Hongrie - Vestmanna IF : Champion des Îles Féroé - Maccabi Petah-Tikva : Champion d'Israël | - SC Magdebourg : Champion d'Allemagne de l'Est - VfL Gummersbach : 2e du Championnat d'All. de l'Ouest - ASKO Linz : Champion d'Autriche - Sporting Neerpelt : Champion de Belgique 1980 - VIF Dimitrov Sofia : Champion de Bulgarie - Aarhus KFUM : Champion du Danemark - BK-46 Karis : Champion de Finlande - Stella Sports Saint-Maur : Champion de France 1980 - Brentwood HC : Champion de Grande-Bretagne - Ionikós de Néa Filadélfia : Champion de Grèce - Banyasz Tatabánya : Champion de Hongrie - Vestmanna IF : Champion des Îles Féroé - Maccabi Petah-Tikva : Champion d'Israël | - SC Magdebourg : Champion d'Allemagne de l'Est - VfL Gummersbach : 2e du Championnat d'All. de l'Ouest - ASKO Linz : Champion d'Autriche - Sporting Neerpelt : Champion de Belgique 1980 - VIF Dimitrov Sofia : Champion de Bulgarie - Aarhus KFUM : Champion du Danemark - BK-46 Karis : Champion de Finlande - Stella Sports Saint-Maur : Champion de France 1980 - Brentwood HC : Champion de Grande-Bretagne - Ionikós de Néa Filadélfia : Champion de Grèce - Banyasz Tatabánya : Champion de Hongrie - Vestmanna IF : Champion des Îles Féroé - Maccabi Petah-Tikva : Champion d'Israël | - HC Rovereto : Champion d'Italie - HB Dudelange : Champion du Luxembourg - Kristiansands IF : Représentant du Championnat de Norvège - HV Blauw-Wit : Champion des Pays-Bas - Hutnik Cracovie : Champion de Pologne - Sporting Portugal : Champion du Portugal - Steaua Bucarest : Champion de Roumanie - Lugi HF : Champion de Suède - BSV Berne : Champion de Suisse - Beşiktaş JK Istanbul : Champion de Turquie - CSKA Moscou : Champion d'URSS - RD Slovan Ljubljana : Champion de Yougoslavie | - HC Rovereto : Champion d'Italie - HB Dudelange : Champion du Luxembourg - Kristiansands IF : Représentant du Championnat de Norvège - HV Blauw-Wit : Champion des Pays-Bas - Hutnik Cracovie : Champion de Pologne - Sporting Portugal : Champion du Portugal - Steaua Bucarest : Champion de Roumanie - Lugi HF : Champion de Suède - BSV Berne : Champion de Suisse - Beşiktaş JK Istanbul : Champion de Turquie - CSKA Moscou : Champion d'URSS - RD Slovan Ljubljana : Champion de Yougoslavie | - HC Rovereto : Champion d'Italie - HB Dudelange : Champion du Luxembourg - Kristiansands IF : Représentant du Championnat de Norvège - HV Blauw-Wit : Champion des Pays-Bas - Hutnik Cracovie : Champion de Pologne - Sporting Portugal : Champion du Portugal - Steaua Bucarest : Champion de Roumanie - Lugi HF : Champion de Suède - BSV Berne : Champion de Suisse - Beşiktaş JK Istanbul : Champion de Turquie - CSKA Moscou : Champion d'URSS - RD Slovan Ljubljana : Champion de Yougoslavie | - HC Rovereto : Champion d'Italie - HB Dudelange : Champion du Luxembourg - Kristiansands IF : Représentant du Championnat de Norvège - HV Blauw-Wit : Champion des Pays-Bas - Hutnik Cracovie : Champion de Pologne - Sporting Portugal : Champion du Portugal - Steaua Bucarest : Champion de Roumanie - Lugi HF : Champion de Suède - BSV Berne : Champion de Suisse - Beşiktaş JK Istanbul : Champion de Turquie - CSKA Moscou : Champion d'URSS - RD Slovan Ljubljana : Champion de Yougoslavie | - HC Rovereto : Champion d'Italie - HB Dudelange : Champion du Luxembourg - Kristiansands IF : Représentant du Championnat de Norvège - HV Blauw-Wit : Champion des Pays-Bas - Hutnik Cracovie : Champion de Pologne - Sporting Portugal : Champion du Portugal - Steaua Bucarest : Champion de Roumanie - Lugi HF : Champion de Suède - BSV Berne : Champion de Suisse - Beşiktaş JK Istanbul : Champion de Turquie - CSKA Moscou : Champion d'URSS - RD Slovan Ljubljana : Champion de Yougoslavie | - HC Rovereto : Champion d'Italie - HB Dudelange : Champion du Luxembourg - Kristiansands IF : Représentant du Championnat de Norvège - HV Blauw-Wit : Champion des Pays-Bas - Hutnik Cracovie : Champion de Pologne - Sporting Portugal : Champion du Portugal - Steaua Bucarest : Champion de Roumanie - Lugi HF : Champion de Suède - BSV Berne : Champion de Suisse - Beşiktaş JK Istanbul : Champion de Turquie - CSKA Moscou : Champion d'URSS - RD Slovan Ljubljana : Champion de Yougoslavie | - HC Rovereto : Champion d'Italie - HB Dudelange : Champion du Luxembourg - Kristiansands IF : Représentant du Championnat de Norvège - HV Blauw-Wit : Champion des Pays-Bas - Hutnik Cracovie : Champion de Pologne - Sporting Portugal : Champion du Portugal - Steaua Bucarest : Champion de Roumanie - Lugi HF : Champion de Suède - BSV Berne : Champion de Suisse - Beşiktaş JK Istanbul : Champion de Turquie - CSKA Moscou : Champion d'URSS - RD Slovan Ljubljana : Champion de Yougoslavie | - HC Rovereto : Champion d'Italie - HB Dudelange : Champion du Luxembourg - Kristiansands IF : Représentant du Championnat de Norvège - HV Blauw-Wit : Champion des Pays-Bas - Hutnik Cracovie : Champion de Pologne - Sporting Portugal : Champion du Portugal - Steaua Bucarest : Champion de Roumanie - Lugi HF : Champion de Suède - BSV Berne : Champion de Suisse - Beşiktaş JK Istanbul : Champion de Turquie - CSKA Moscou : Champion d'URSS - RD Slovan Ljubljana : Champion de Yougoslavie | - HC Rovereto : Champion d'Italie - HB Dudelange : Champion du Luxembourg - Kristiansands IF : Représentant du Championnat de Norvège - HV Blauw-Wit : Champion des Pays-Bas - Hutnik Cracovie : Champion de Pologne - Sporting Portugal : Champion du Portugal - Steaua Bucarest : Champion de Roumanie - Lugi HF : Champion de Suède - BSV Berne : Champion de Suisse - Beşiktaş JK Istanbul : Champion de Turquie - CSKA Moscou : Champion d'URSS - RD Slovan Ljubljana : Champion de Yougoslavie | - HC Rovereto : Champion d'Italie - HB Dudelange : Champion du Luxembourg - Kristiansands IF : Représentant du Championnat de Norvège - HV Blauw-Wit : Champion des Pays-Bas - Hutnik Cracovie : Champion de Pologne - Sporting Portugal : Champion du Portugal - Steaua Bucarest : Champion de Roumanie - Lugi HF : Champion de Suède - BSV Berne : Champion de Suisse - Beşiktaş JK Istanbul : Champion de Turquie - CSKA Moscou : Champion d'URSS - RD Slovan Ljubljana : Champion de Yougoslavie | - HC Rovereto : Champion d'Italie - HB Dudelange : Champion du Luxembourg - Kristiansands IF : Représentant du Championnat de Norvège - HV Blauw-Wit : Champion des Pays-Bas - Hutnik Cracovie : Champion de Pologne - Sporting Portugal : Champion du Portugal - Steaua Bucarest : Champion de Roumanie - Lugi HF : Champion de Suède - BSV Berne : Champion de Suisse - Beşiktaş JK Istanbul : Champion de Turquie - CSKA Moscou : Champion d'URSS - RD Slovan Ljubljana : Champion de Yougoslavie | - HC Rovereto : Champion d'Italie - HB Dudelange : Champion du Luxembourg - Kristiansands IF : Représentant du Championnat de Norvège - HV Blauw-Wit : Champion des Pays-Bas - Hutnik Cracovie : Champion de Pologne - Sporting Portugal : Champion du Portugal - Steaua Bucarest : Champion de Roumanie - Lugi HF : Champion de Suède - BSV Berne : Champion de Suisse - Beşiktaş JK Istanbul : Champion de Turquie - CSKA Moscou : Champion d'URSS - RD Slovan Ljubljana : Champion de Yougoslavie | - HC Rovereto : Champion d'Italie - HB Dudelange : Champion du Luxembourg - Kristiansands IF : Représentant du Championnat de Norvège - HV Blauw-Wit : Champion des Pays-Bas - Hutnik Cracovie : Champion de Pologne - Sporting Portugal : Champion du Portugal - Steaua Bucarest : Champion de Roumanie - Lugi HF : Champion de Suède - BSV Berne : Champion de Suisse - Beşiktaş JK Istanbul : Champion de Turquie - CSKA Moscou : Champion d'URSS - RD Slovan Ljubljana : Champion de Yougoslavie | - HC Rovereto : Champion d'Italie - HB Dudelange : Champion du Luxembourg - Kristiansands IF : Représentant du Championnat de Norvège - HV Blauw-Wit : Champion des Pays-Bas - Hutnik Cracovie : Champion de Pologne - Sporting Portugal : Champion du Portugal - Steaua Bucarest : Champion de Roumanie - Lugi HF : Champion de Suède - BSV Berne : Champion de Suisse - Beşiktaş JK Istanbul : Champion de Turquie - CSKA Moscou : Champion d'URSS - RD Slovan Ljubljana : Champion de Yougoslavie | - HC Rovereto : Champion d'Italie - HB Dudelange : Champion du Luxembourg - Kristiansands IF : Représentant du Championnat de Norvège - HV Blauw-Wit : Champion des Pays-Bas - Hutnik Cracovie : Champion de Pologne - Sporting Portugal : Champion du Portugal - Steaua Bucarest : Champion de Roumanie - Lugi HF : Champion de Suède - BSV Berne : Champion de Suisse - Beşiktaş JK Istanbul : Champion de Turquie - CSKA Moscou : Champion d'URSS - RD Slovan Ljubljana : Champion de Yougoslavie |

## Tour préliminaire

### Premier tour
| Équipe              | Aller   | Total   | Retour  | Équipe                   |
| ------------------- | ------- | ------- | ------- | ------------------------ |
| SC Magdebourg       | 35 – 18 | 35 – 28 | 30 – 21 | ASKO Linz                |
| VfL Gummersbach     | 25 – 13 | 42 – 29 | 17 – 16 | HV Blauw-Wit             |
| HB Dudelange        | 26 – 24 | 36 – 45 | 10 – 21 | Sporting Neerpelt        |
| Kristiansands IF    | 18 – 18 | 35 – 42 | 17 – 24 | Lugi HF                  |
| Vestmanna IF        | 30 – 23 | 54 – 45 | 24 – 22 | Brentwood HC             |
| Banyasz Tatabánya   | 49 – 16 | 90 – 44 | 41 – 28 | Beşiktaş JK              |
| BSV Berne           | 26 – 12 | 46 – 33 | 20 – 21 | Sporting Portugal        |
| Hutnik Cracovie     | 26 – 26 | 48 – 52 | 22 – 26 | CSKA Moscou              |
| BK-46 Karis         | 18 – 25 | 30 – 62 | 12 – 37 | KFUM Aarhus              |
| RD Slovan Ljubljana | 30 – 16 | 48 – 36 | 18 – 20 | VIF Dimitrov Sofia       |
| Steaua Bucarest     | 34 – 17 | 62 – 27 | 28 – 10 | Maccabi Petah-Tikva      |
| HC Rovereto         | 0 – 10  | 0* – 20 | 0 – 10  | Stella Sports Saint-Maur |

* Le HC Rovereto a déclaré forfait à cause d'un terrain de sport indisponible.

### Deuxième tour
| Équipe                   | Aller   | Total    | Retour  | Équipe              |
| ------------------------ | ------- | -------- | ------- | ------------------- |
| SC Magdebourg            | 19 – 12 | 35 – 28  | 16 – 16 | VfL Gummersbach     |
| HC Dukla Prague          | 29 – 16 | 49 – 30  | 20 – 14 | Sporting Neerpelt   |
| Lugi HF                  | 30 – 19 | 69 – 40  | 39 – 21 | Vestmanna IF        |
| Vikingur Reykjavik       | 21 – 20 | 43* – 43 | 22 – 23 | Banyasz Tatabánya   |
| TV Großwallstadt         | 22 – 9  | 43 – 30  | 21 – 21 | BSV Berne           |
| Stella Sports Saint-Maur | 19 – 24 | 39 – 53  | 20 – 29 | CSKA Moscou         |
| FC Barcelone             | 26 – 16 | 44 – 34  | 18 – 18 | KFUM Aarhus         |
| Steaua Bucarest          | 20 – 18 | 39 – 40  | 19 – 22 | RD Slovan Ljubljana |

* Le Vikingur Reykjavik qualifié aux dépens du Banyasz Tatabánya selon la règle du nombre de buts marqués à l'extérieur (22 contre 20).

## Phase Finale
| \| Großwallstadt Prague Reykjavik Magdebourg Barcelone Moscou Lund Ljubljana \| Localisation des équipes en phase finale. |
| Großwallstadt Prague Reykjavik Magdebourg Barcelone Moscou Lund Ljubljana                                                 |

|  | Quarts de finale    | Quarts de finale    | Quarts de finale    | Quarts de finale    |               |               | Demi-finales | Demi-finales | Demi-finales | Demi-finales |  |  | Finale | Finale | Finale | Finale |
|  |                     |                     |                     |                     |               |               |              |              |              |              |  |  |        |        |        |        |
|  |                     |                     |                     |                     |               |               |              |              |              |              |  |  |        |        |        |        |
|  |                     |                     |                     |                     |               |               |              |              |              |              |  |  |        |        |        |        |
|  | HC Dukla Prague     | HC Dukla Prague     | 17                  | 20                  |               |               |              |              |              |              |  |  |        |        |        |        |
|  | HC Dukla Prague     | HC Dukla Prague     | 17                  | 20                  |               |               |              |              |              |              |  |  |        |        |        |        |
|  | SC Magdebourg       | SC Magdebourg       | 19                  | 23                  |               |               |              |              |              |              |  |  |        |        |        |        |
|  | SC Magdebourg       | SC Magdebourg       | 19                  | 23                  | SC Magdebourg | SC Magdebourg | 20           | 26           |              |              |  |  |        |        |        |        |
|  |                     |                     |                     |                     | SC Magdebourg | SC Magdebourg | 20           | 26           |              |              |  |  |        |        |        |        |
|  |                     |                     | Lugi HF             | Lugi HF             | 18            | 20            |              |              |              |              |  |  |        |        |        |        |
|  | Vikingur Reykjavik  | Vikingur Reykjavik  | Lugi HF             | Lugi HF             | 18            | 20            | 16           | 17           |              |              |  |  |        |        |        |        |
|  | Vikingur Reykjavik  | Vikingur Reykjavik  |                     |                     |               |               |              | 17           |              |              |  |  |        |        |        |        |
|  | Lugi HF             | Lugi HF             | 17                  | 17                  |               |               |              |              |              |              |  |  |        |        |        |        |
|  | Lugi HF             | Lugi HF             | 17                  | 17                  | SC Magdebourg | SC Magdebourg | 23           | 29           |              |              |  |  |        |        |        |        |
|  |                     |                     |                     |                     | SC Magdebourg | SC Magdebourg | 23           | 29           |              |              |  |  |        |        |        |        |
|  |                     |                     | RD Slovan Ljubljana | RD Slovan Ljubljana | 25            | 18            |              |              |              |              |  |  |        |        |        |        |
|  | CSKA Moscou         | CSKA Moscou         | RD Slovan Ljubljana | RD Slovan Ljubljana | 25            | 18            | 21           | 24           |              |              |  |  |        |        |        |        |
|  | CSKA Moscou         | CSKA Moscou         |                     |                     |               |               |              |              |              |              |  |  |        |        |        |        |
|  | TV Großwallstadt    | TV Großwallstadt    | 15                  | 20                  |               |               |              |              |              |              |  |  |        |        |        |        |
|  | TV Großwallstadt    | TV Großwallstadt    | 15                  | 20                  | CSKA Moscou   | CSKA Moscou   | 25           | 22           |              |              |  |  |        |        |        |        |
|  |                     |                     |                     |                     | CSKA Moscou   | CSKA Moscou   | 25           | 22           |              |              |  |  |        |        |        |        |
|  |                     |                     | RD Slovan Ljubljana | RD Slovan Ljubljana | 21            | 29            |              |              |              |              |  |  |        |        |        |        |
|  | FC Barcelone        | FC Barcelone        | RD Slovan Ljubljana | RD Slovan Ljubljana | 21            | 29            | 20           | 18           |              |              |  |  |        |        |        |        |
|  | FC Barcelone        | FC Barcelone        |                     |                     |               |               |              | 18           |              |              |  |  |        |        |        |        |
|  | RD Slovan Ljubljana | RD Slovan Ljubljana | 21                  | 31                  |               |               |              |              |              |              |  |  |        |        |        |        |
|  | RD Slovan Ljubljana | RD Slovan Ljubljana | 21                  | 31                  |               |               |              |              |              |              |  |  |        |        |        |        |
|  |                     |                     |                     |                     |               |               |              |              |              |              |  |  |        |        |        |        |

### Quarts de finale
| Équipe             | Aller   | Total   | Retour  | Équipe              |
| ------------------ | ------- | ------- | ------- | ------------------- |
| SC Magdebourg      | 19 – 17 | 42 – 37 | 23 – 20 | HC Dukla Prague     |
| Vikingur Reykjavik | 16 – 17 | 33 – 34 | 17 – 17 | Lugi HF             |
| CSKA Moscou        | 21 – 15 | 45 – 35 | 24 – 20 | TV Großwallstadt    |
| FC Barcelone       | 20 – 21 | 38 – 52 | 18 – 31 | RD Slovan Ljubljana |

### Demi-finales
| Équipe        | Aller   | Total   | Retour  | Équipe              |
| ------------- | ------- | ------- | ------- | ------------------- |
| SC Magdebourg | 20 – 18 | 46 – 38 | 26 – 20 | Lugi HF             |
| CSKA Moscou   | 25 – 21 | 47 – 55 | 18 – 31 | RD Slovan Ljubljana |

### Finale
- (de) Cet article est partiellement ou en totalité issu de l’article de Wikipédia en allemand intitulé « Europapokal der Landesmeister (Handball) 1980/81 » (voir la liste des auteurs).

La finale se déroule pour la deuxième fois (après 1979) en match aller-retour les 19 et 26 avril 1980 et a vu le SC Magdebourg remporter son deuxième titre.
| Club                | Aller   | Total   | Retour  | Club          |
| ------------------- | ------- | ------- | ------- | ------------- |
| RD Slovan Ljubljana | 25 – 23 | 43 – 52 | 18 – 29 | SC Magdebourg |

#### Finale aller
| dimanche 19 avril 1981 | RD Slovan Ljubljana          | 25 – 23   | SC Magdebourg | Ljubljana (Kodeljevo Hall) Arbitrage : T. Anthonsen, O. Bolstad |
| dimanche 19 avril 1981 | Radivoje Krivokapić (en) (9) | (14 – 10) | Udo Rothe (8) | Ljubljana (Kodeljevo Hall) Arbitrage : T. Anthonsen, O. Bolstad |
| dimanche 19 avril 1981 | ×1                           |           | ×6            | Ljubljana (Kodeljevo Hall) Arbitrage : T. Anthonsen, O. Bolstad |

- RD Slovan Ljubljana :
  - Gardiens de buts : Vlado Brglez, Mario Sirotič ;
  - Joueurs de champs : Vili Ban (1), Miha Bojović (2), Vlado Bojović (5), Zoran Ravlić, Matjaž Tominec (1), Marjan Gorišek (2), Stojan Šumej (4), Franc Doblekar (1), Radivoje Krivokapić (en) (9) ;
  - Entraîneur : Jože Šilc.
- SC Magdebourg :
  - Gardiens de buts : Wieland Schmidt (1 buts), Gunar Schimrock ;
  - Joueurs de champs : Günter Dreibrodt (3), Ernst Gerlach  (1), Udo Rothe (8), Manfred Hoppe (3), Ingolf Wiegert (4), Hartmut Krüger (3) Helmut Kurrat, Reiner Baumgart, Harry Jahns ;
  - Entraîneur : Klaus Miesner.

#### Finale retour
| dimanche 26 avril 1981 17h30 | SC Magdebourg       | 29 – 18  | RD Slovan Ljubljana          | Magdebourg (Hermann-Gieseler-Halle) Affluence : 2 000 Arbitrage : G. Fülöp, P. Szendrey |
| dimanche 26 avril 1981 17h30 | Ingolf Wiegert (11) | (12 – 8) | Radivoje Krivokapić (en) (5) | Magdebourg (Hermann-Gieseler-Halle) Affluence : 2 000 Arbitrage : G. Fülöp, P. Szendrey |
| dimanche 26 avril 1981 17h30 | ×5                  |          | ×7                           | Magdebourg (Hermann-Gieseler-Halle) Affluence : 2 000 Arbitrage : G. Fülöp, P. Szendrey |

- SC Magdebourg :
  - Gardiens de buts : Wieland Schmidt, Gunar Schimrock ;
  - Joueurs de champs : Günter Dreibrodt (5), Ernst Gerlach , Udo Rothe (4), Manfred Hoppe, Ingolf Wiegert (11), Hartmut Krüger (7/3), Harry Jahns (1), Peter Pysall, Reiner Baumgart, Helmut Kurrat (1) ;
  - Entraîneur : Klaus Miesner.
- RD Slovan Ljubljana :
  - Gardiens de buts : Vlado Brglez, Mario Sirotič ;
  - Joueurs de champs : Vili Ban (4/2), Zoran Ravlić, Miha Bojović (1), Vlado Bojović (3), Franc Doblekar, Jani Longo, Matjaž Tominec (3/3), Radivoje Krivokapić (en) (5/1), Stojan Šumej (2), Marjan Gorišek ;
  - Entraîneur : Jože Šilc.

## Le champion d'Europe
| Champion d'Europe IHF Coupe des clubs champions 1980-1981 SC Magdebourg 2e titre |